# 竹塩

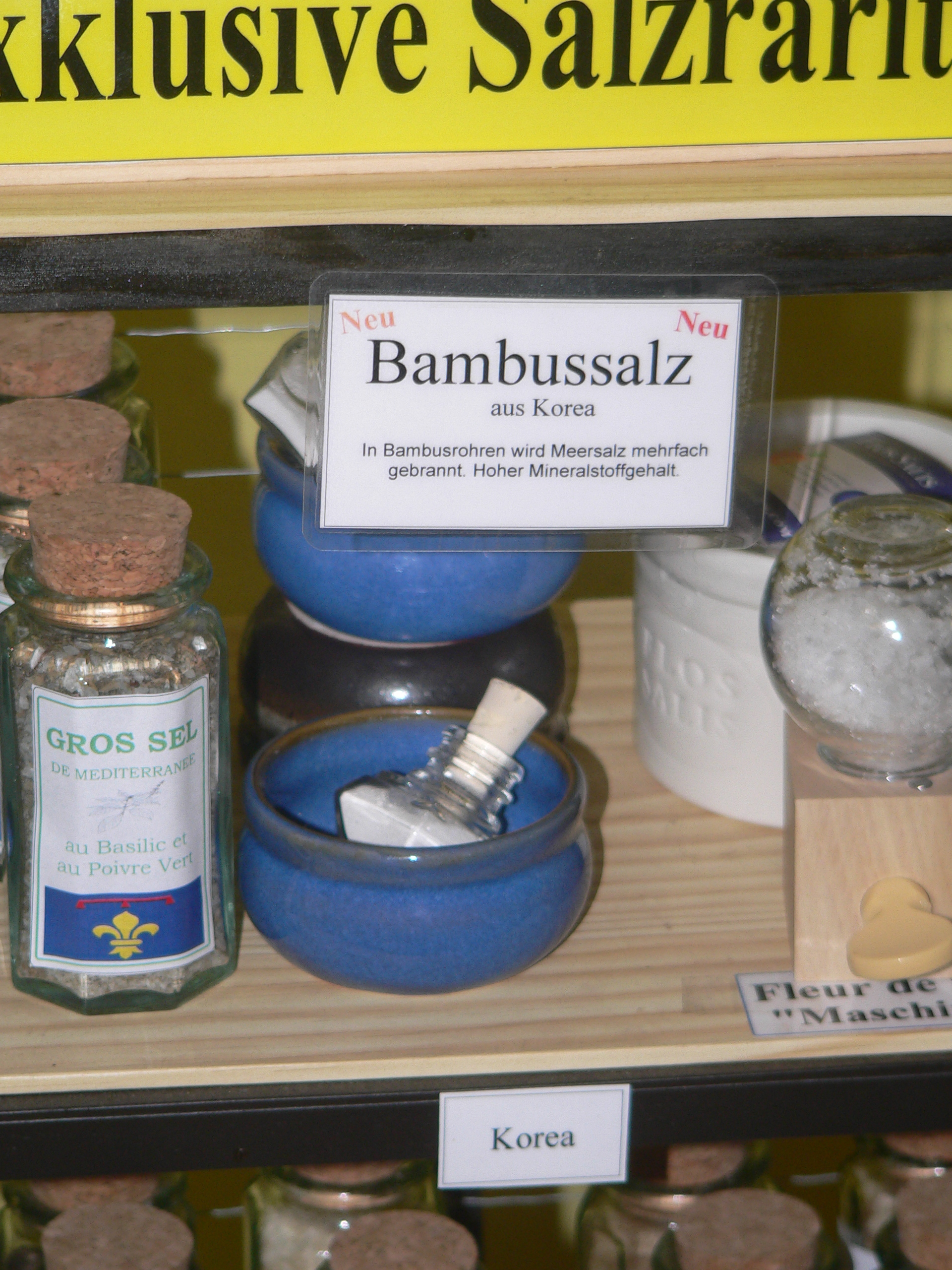
ドイツで売られている竹塩。

竹塩（たけしお、竹鹽、朝: 죽염、チュギョム）は、食用塩の一種である。天日塩を太い竹筒に詰め、松のまきを使って高温で9回焼くことで作られる。この焼き方によって、天日塩は健康食品と見なされるものに生まれ変わる。

## 生産
竹塩を作るためには、海塩を竹筒に詰め、黄土で封をする。これを鉄の窯で焼き、松の火で炙る。
別法として、竹筒に西海岸産の天日塩を詰め、赤土で封をし、松の薪を使って窯で焼き上げる。焼きあがった塩は塊になる。これを取り出して砕き、次のサイクルのために再び竹筒に詰める。塩は焼くことで竹の成分を吸収し、独特の甘みを持つようになる。焼くと塩の色が濃くなる。9回目の焼成では1000 ℃以上の最も高い温度で焼成する。その後の竹塩には、青、黄、赤、白、黒が含まれている。
1500 ℃以上の高温でよく焼かれた竹塩は、独特の紫色をしていることから「紫竹塩」と呼ばれ、最高の品質を示す。竹塩の品質は色だけでは判断できないが、その結晶構造と硬さが最も信頼できる。

## 医学的主張
韓国の民間療法では、黄土と竹に含まれる微量元素が、この塩をより健康的なものにすると考えられている。 歴史的には、竹塩は消化剤、整腸剤、消毒剤、歯磨きとして使われてきた。

### 医学的研究
研究では、in vitro およびin vivoでの抗がん作用が報告されている。
Experimental and Therapeutic Medicine誌に掲載された研究では、紫竹塩がマウスの口腔がんの成長を防ぐ可能性が示唆されている。

### 伝統的な病気治療への利用
金一勳（号: 仁川）著『宇宙と神藥』（宇宙와神藥、1980年）によると、竹塩は以下の治療に使われる。
- 炎症
  - 食道、胃、脾臓、十二指腸、小腸、大腸、直腸など。
- 潰瘍
  - 胃、十二指腸、小腸、大腸、直腸など。
- その他
  - 慢性消化不良、肉食に起因する消化不良、急性胃腸炎（嘔吐・下痢）、食中毒、消化不良、食道腫瘍、胃下垂、口腔腫瘍、舌腫瘍、皮膚疾患、湿疹、水虫、外傷、赤痢（血便）、下痢を伴う赤痢（粘液で白くなる）、眼病、公害症状など。

#### 副次的用途
- 炎症
  - 肺炎、気管支炎、腎炎、膀胱、肝臓、髄膜炎など。
- 癌
  - 肺、気管支、膀胱、肝臓、蓄膿、鼓膜炎、胆嚢など。
- その他
  - 心臓病、結核、肝硬変など。

### 大衆文化
2012年に公開された映画『王になった男』では、竹塩が原因で、汁の器の中の銀の匙が黒く変色したが、この説明が発見される前に、この出来事によって王は人々が自分を毒殺しようとしていると信じていた。

## 関連文献
- 金永鏑; 古賀寛; 松久保隆; 高江洲義矩「Na2PO3F/竹塩配合歯磨剤の bovine enamel へのフッ化物の取り込みと酸抵抗性の in vitro での評価」『口腔衛生学会雑誌』第48巻、第1号、口腔衛生学会、8-19頁、1998年1月30日。doi:10.5834/jdh.48.1_8。ISSN 0023-2831。